# NGC 3920
NGC 3920 é uma galáxia espiral barrada (SBbc) localizada na direcção da constelação de Leo. Possui uma declinação de +24° 56' 19" e uma ascensão recta de 11 horas, 49 minutos e 22,1 segundos.
A galáxia NGC 3920 foi descoberta em 28 de Março de 1832 por John Herschel.